# Zápůrčí žaloba
Zápůrčí žaloba, neboli žaloba negatorní, je žaloba o zdržení se protiprávního zasahování do vlastnického práva. Žalobcem je vlastník, který se na žalovaném domáhá zdržení se takovéhoto jednání, jejím prostřednictvím je tedy chráněno jeho vlastnické právo (s výjimkou vydání neoprávněně zadržované věci, zde má místo žaloba na vydání věci). V českém právu je upravena v § 1042 občanského zákoníku. 
Lze ji užít i při řešení tzv. sousedských práv, kde žalobce může požadovat, aby byla žalovanému uložena povinnost zdržet se např. nedovolených imisí na jeho pozemek, případně obnovení původního stavu, pokud by samotné zdržení se protiprávního jednání nestačilo k odstranění jejich následků. Lze ji ale vždy použít jen tehdy, pokud neoprávněný zásah do vlastnického práva trvá, resp. pokračuje, anebo tam, kde sice již přestal, avšak existuje konkrétní nebezpečí jeho opakování, nikoli tehdy, jestliže teprve hrozí. Zápůrčí žaloba také není na místě, jestliže by měl vlastník právo na odstranění následků neoprávněného zásahu a uvedení věci do předešlého stavu z titulu náhrady škody.
Pro úspěch v soudním řízení žalobce musí prokázat své vlastnictví a to, že žalovaný ho ve výkonu tohoto práva neoprávněně ruší. Žalovaný se pak může bránit námitkou, že žalobce není vlastníkem věci, že do jeho práva nezasahuje nebo že daný zásah je na základě určitého věcného či obligačního práva k věci, případně na základě zákona nebo úředního rozhodnutí, oprávněný.